# 2566 Kirghizia
2566 Kirghizia (1979 FR2) là một tiểu hành tinh vành đai chính được phát hiện ngày 29 tháng 3 năm 1979 bởi N. Chernykh ở Nauchnyj.